# 星际战争
《世界大战》是英国小说家赫伯特·乔治·威尔斯在1898年发表的一部科幻小说。又翻译作《宇宙戰爭》、《星际战争》、《大战火星人》、《世界之战》或《地球争霸战》。

## 内容提要
小说描写於19世纪末期，火星人从即将灭亡的火星上来到地球，对英国发动战争，进而希望统治全世界。人类开始和他们进行了友好的会晤，被扼杀后才同火星人开始了战斗。
作者以目击者和当事人的角度描写了人类对火星人的反击，但是由于双方科技相差太远，根本无法與火星人对抗。火星人摧毁城镇，屠杀人类。而且火星人只是将人类视为一种低等动物，甚至以人类作为食物。
就在火星人即将取得胜利的时候，他们受到了地球上细菌的感染而全部死去。

## 火星人

世界大战 (游戏)中根据这部小说中描述的火星人形象的设计图

### 火星人的生理结构
小说中的火星人被描述成一个只有直径4英尺的大脑袋（大约200-300公斤重），没有身体，嘴的周围有长长的两排像手一样的触须，并且通过它们来行动。他们的头颅中大部分是大脑，以说明他们的智力发达程度。火星人只有一个类似肺的结构，没有消化器官。小说中的这种火星人形象成为了后来许多科幻作品中的经典形象。
火星人的食物是人类和其他动物的鲜血，他们把血液直接注射到自己的血管里。他们不睡觉，不疲劳，没有性别，生殖方式為出芽。他们的寿命約有150-200岁。

### 火星人的科技
火星人的科技水準比地球人先进许多。火星人可以通过大炮把飞行物准确地降落到地球上。他们的机器不使用轮子。小说中描写的三足步行機和修理机没有齿轮和滑轮的设计，关节之间用肌腱一样的东西联系，机器手臂和腿裡充满了成束的类似肌肉纤维的组织，他们通过反复的极化达到收缩和膨胀的目的，从而驱动机器。作者在小说裡说这种机器的效率比人类机器要高很多，至少可以达到70-80%的效率，而且不会发热。
在小说中也提到火星人也掌握了飞行的本领，但是在小说中并没有仔细描述。作者还描述了一些他设想的火星人飞行器。火星人的飞行器不使用燃料，而可能是通过反重力来进行飞行。

### 火星人的文化
从地球人的角度来看，可以说火星人基本上没有文化。文化的动因感情对于火星人来说是不可理解的。他们不是通过语言交流，而是用心灵感应。火星人也不穿衣服，在小说裡的火星人对于人类来说很难分辨。
但是作者说，火星人可能也有文化，只是可能是人类无法理解。

### 火星人的武器
作者在这部小说裡所描述的火星人的武器“热射线”和“黑霧”基本上就是激光和毒气。
在小说裡，热光是从一个产生热气的箱子裡产生的，以反射镜投射到目标上。小说中的热光非常类似雷射，它没有颜色，能量很大，可以烧穿钢铁，击毁建筑，烧焦地面。
小说裡另外一个常常提到的武器就是黑烟。火星人用黑色的粗管子发射弹筒，然后从弹筒中冒出烟团，并且慢慢扩散到四周，这和后来的化学武器非常相似。方式则是藉由喷水。黑烟进入血液後，会和血液中的某种元素结合，从而致命。
火星人的战争机器是三足步行機。他们的运动方式和动物的运动原理一样。而飞行武器在小说中没有正式登场，但是也藉由主人公之口做了一些描述。

## 影响与评价
小说对外星人的外貌特征进行了直接描写，这也成了后来20世纪美国科幻小说“黄金时代”的一大特征。威尔斯在作品中首次意识到了外星人和地球人之间可能的文明冲突：星际之间的战争。而小说关于外星人侵略的题材也为许多科幻作品提供了基础。
1938年10月30日，美国CBS广播公司根据小说改编成一部名為「世界大戰」的广播剧，播出相当成功。广播剧将火星人登陆地点改在了美国，并且由奧森·威爾斯模仿著名新闻主持人作广播。

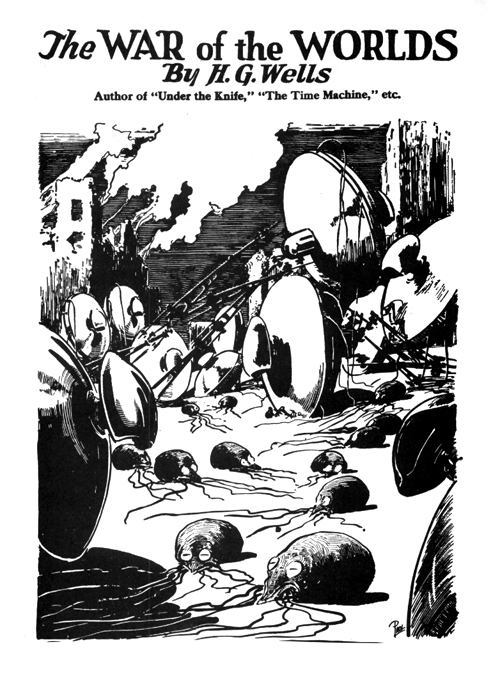
扉页，1927 年 《惊奇故事》重印，封面插图由Frank R. Paul创作。

此外，1953年根据小说改编的电影《世界大战》（The War of the Worlds）在当时也取得了空前的成功。而1996年拍摄的《独立日》则是这部小说另一翻版。
1978年英国作曲家杰夫·威尼还为小说制作了音乐CD（参看世界大战 (音乐剧)），在全球发行量超过600多万份。
有评论认为，作者在小说中借火星人屠杀地球人，批判了殖民主义的残酷无情。另外，小说所描述的对世界末日的恐慌，是西方19世纪末无数对世纪即将结束的紧张情绪的文学作品之一。

## 改编
这部小说产生了一系列的衍生作品：
- 奧森·威爾斯1938年的广播剧
- ，為George Pal制作之首部映象化電影版本。
- Jeff Wayne的世界大战音乐剧
- 1968年WKBW广播剧
- ，內容為描述本作之後的世界。台灣曾於90年代間播出。
- 赌博机游戏
- NPR五十年纪念广播剧
- 杰夫·韦恩的世界大战计算机游戏，1998年计算机游戏
- 超人联盟第二卷，漫画
- ，史蒂芬·史匹柏于2005年导演的电影
- Timothy Hines于2005年导演的电影
- David Michael Latt于2005年导演的电影
- The Art of H. G. Wells by Ricardo Garijo，trading card的世界大战第三系列于2005年出版  （页面存档备份，存于）
- 2006年的生动小说
- 2019年的BBC迷你影集
- 世界大戰：入侵日[3]